# Wilhelm Pusch
Wilhelm Pusch (ur. 1750, zm. 1817) – niemiecko-śląski architekt, budowniczy i geometra, związany z dworem książąt pszczyńskich.
Projektował szereg mniejszych budowli oraz kierował budowami, prowadzonymi na zlecenie swych mocodawców na terenie ziemi pszczyńskiej. M.in. w 1784 r. wybudował „nową” wozownię koło zamku pszczyńskiego (zburzoną pod koniec XIX w.). Następnie był kierownikiem budowy wznoszonego w latach 1792–1800 według projektu Carla Gottharda Langhansa pałacyku „Bażantarnia” w Porębie koło Pszczyny. Wzniósł również klasycystyczny dwór „Ludwikówka” na północnym skraju parku zamkowego a także (ok. 1803 r.) niezachowany już budynek teatru dworskiego, również na terenie parku.
Poza Pszczyną projektował m.in. rozbudowy huty żelaza „Ludwik” w Paprocanach oraz huty szkła w Wesołej.
Był ojcem Ludwika Wilhelma Puscha (1779–1833), architekta i budowniczego, również związanego z pszczyńskimi Anhaltami.